# Université des sciences appliquées HAMK
L'université des sciences appliquée HAMK (finnois : Hämeen ammattikorkeakoulu) est une université créée à Hämeenlinna en Finlande.

## Filières

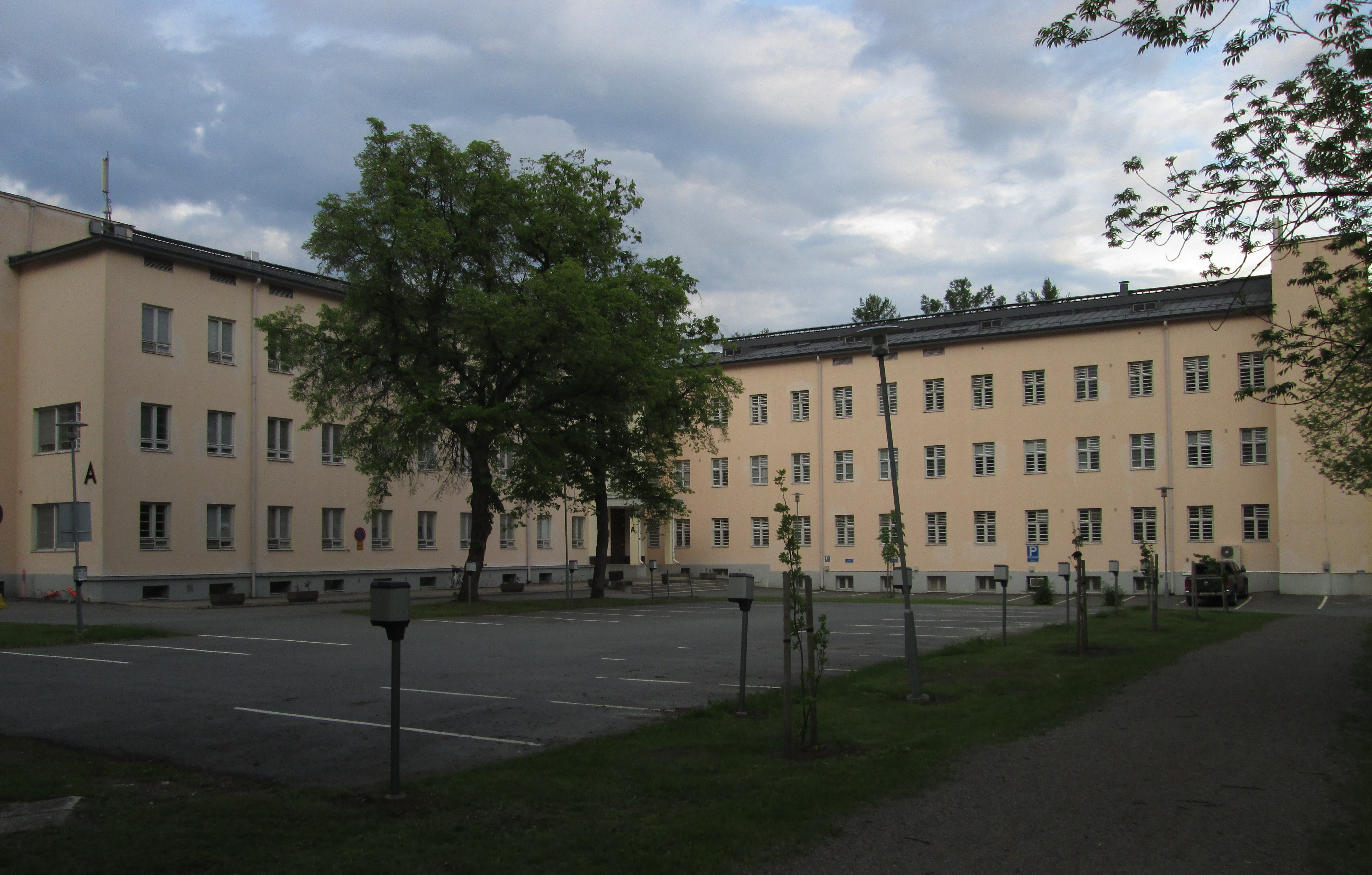
Bâtiment A du le campus principal de Visamäki à Hämeenlinna.

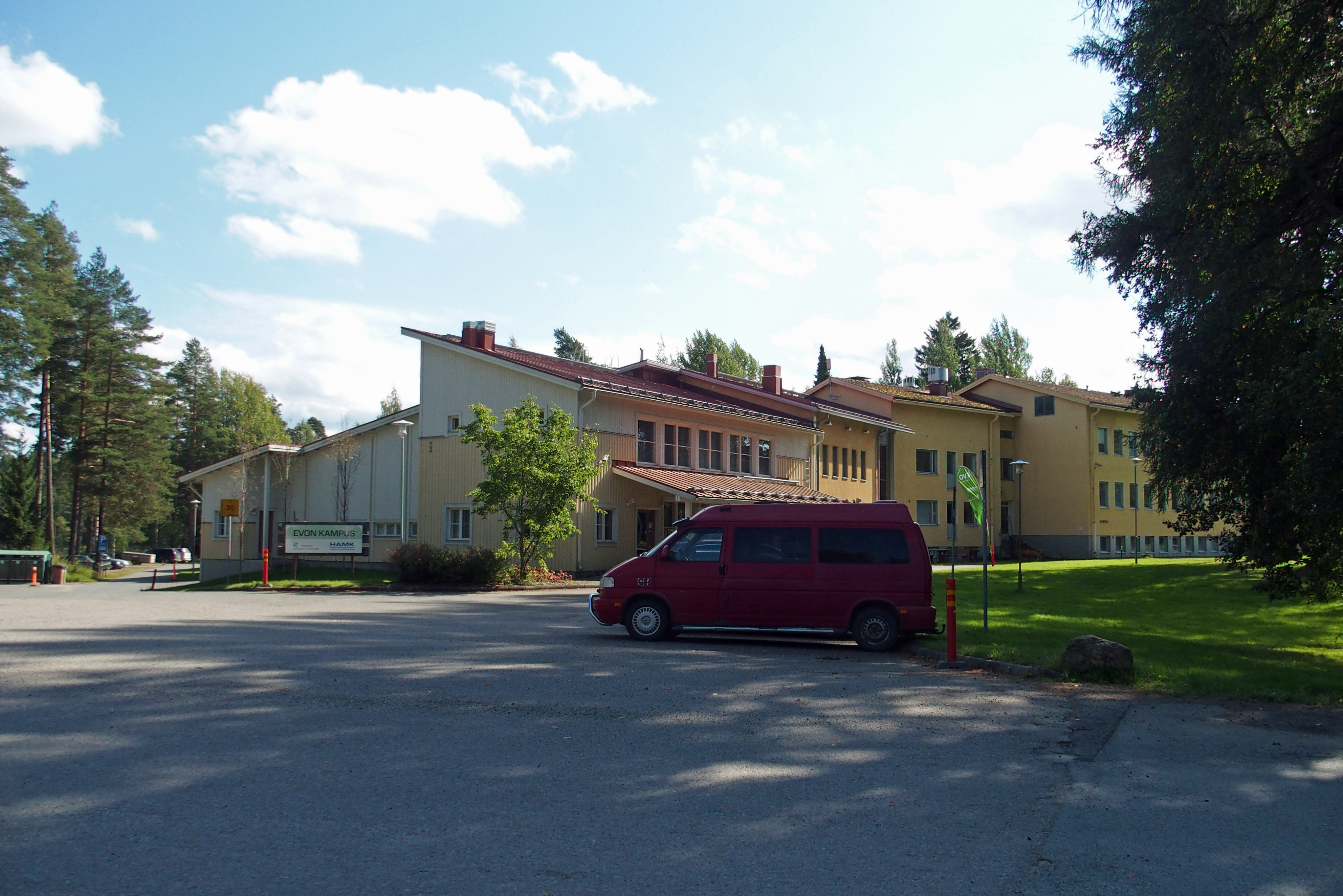
École forestière de Hamk à Evo

### Secteur culturel
- Conception intelligente et durable

### Sciences sociales, affaires et administration
- Administration des affaires
- Commerce international
- Economie équine

### Domaine des sciences naturelles
- Traitement de l'information
- Applications informatiques

### Technologie et transport
- Génie électrique et automatique
- Ingénierie d'automatisation
- Technologies biologique et alimentaire
- Génie bioéconomique
- Bioéconomie
- Ingénierie de construction
- Transports
- Génie mécanique et technologies de production
- Construction et génie urbain
- Technologies de l'information et de la communication

### Ressources naturelles et environnement
- Développement durable
- Industries rurales
- Environnement construit
- Horticulture
- Foresterie

### Social, santé et sport
- Infirmière
- Sociologie

## Sites d'HAMK
- HAMK Hämeenlinna, Visamäentie 35 A, 13100 Hämeenlinna
- HAMK Evo, Saarelantie 1, 16970 Evo
- HAMK Forssa, Wahreninkatu 11, 30100 Forssa
- HAMK Valkeakoski, Tietotie 1, 37630 Valkeakoski
- HAMK Lepaa, Lepaantie 129, 14610 Lepaa
- HAMK Mustiala, Mustialantie 105, 31310 Mustiala
- HAMK Riihimäki, Kaartokatu 2, 11100 Riihimäki